# 1698 en arts plastiques
| Années des arts plastiques : 1695 - 1696 - 1697 - 1698 - 1699 - 1700 - 1701    |
| Décennies des arts plastiques : 1660 - 1670 - 1680 - 1690 - 1700 - 1710 - 1720 |

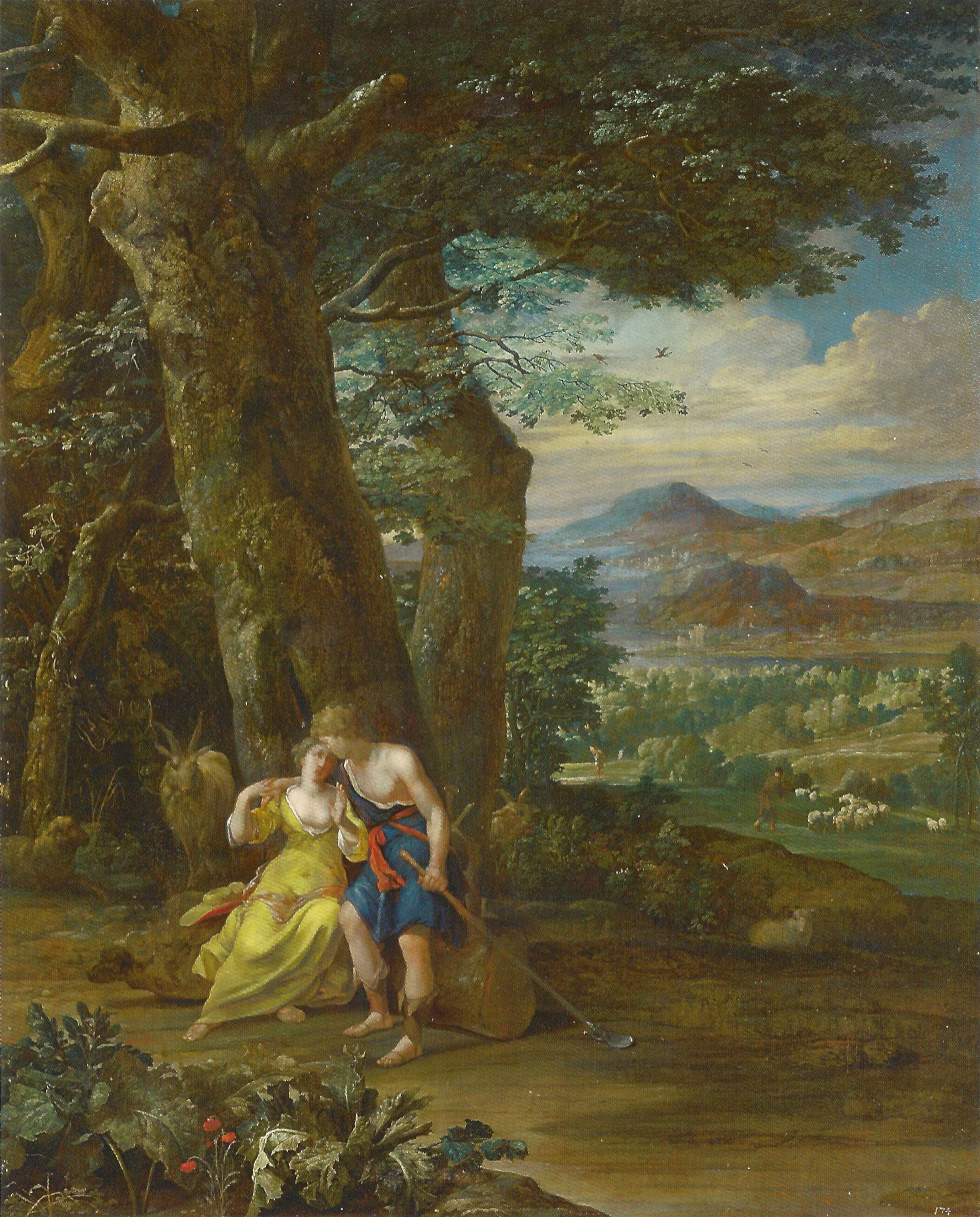
Scène pastorale, toile de Eglon van der Neer.

Cette page concerne l'année 1698 en arts plastiques.

## Naissances
- 16 février : Johann Elias Ridinger, peintre, graveur, dessinateur et éditeur allemand († 10 avril 1767),
- 1er mai : Francesco Robba, sculpteur italien de la période baroque († 24 janvier 1757),
- 13 octobre : Giacomo Ceruti, peintre baroque italien († 28 août 1767),
- 20 octobre : Carlo Borsetti, peintre italien († 1760),
- 25 décembre : Jacobus Houbraken, graveur néerlandais († 4 novembre 1780,
- ? :
  - Edmé Bouchardon, sculpteur et dessinateur français († 27 juillet 1762),
  - Jacopo Nani, peintre du baroque tarfif (rococo) italien († 1755).

## Décès
- 14 juin : Gerrit Berckheyde, peintre hollandais (° 6 juin 1638),
- 6 septembre : Johann Karl Loth, peintre baroque allemand (° 8 août 1632),
- 21 septembre : Catherine Girardon, peintre française (° 12 décembre 1630),
- ? : 
  - Francesco Barbieri (Il Legnano), peintre baroque italien (° 1623),
  - Jacques Blondeau, graveur flamand baroque (° 9 mai 1655),
  - Richard Collin, graveur luxembourgeois (° 1626).